# Williamsburg (Kentucky)
La ville de Williamsburg est le siège du comté de Whitley, dans l’État du Kentucky, aux États-Unis. Elle comptait 5 245 habitants lors du recensement de 2010. Elle est située sur la rive gauche de la Cumberland.